# Nan Manolito
El nan Manolito és un simpàtic personatge vinculat a la plaça de Sant Just. Representa un senyor gran de cabells grisos i va vestit amb una samarreta de ratlles blanques i blaves. La figura forma part de la comparsa del Raval, juntament amb la Lola, el senyor Ramon i la gegantona Quimeta Àngels.
La iniciativa de construir el nan fou de l'Associació d'Amics dels Gegants Ramon i Lola, que després d'adquirir la gegantona va decidir d'ampliar la colla amb aquesta figura, apta perquè la poguessin portar els nens i nenes. N'encarregaren la construcció al taller artesà del barri de la Barceloneta Constructors de Fantasies, que l'enllestí el 2002.
El nan Manolito del Raval es va estrenar aquell mateix any i des d'aleshores és ben habitual de veure’l en trobades i cercaviles del barri i de tota la ciutat, sovint acompanyat dels gegants Lola i Ramon i de la gegantona Quimeta Àngels.